# Tipula pretiosa
Tipula pretiosa är en tvåvingeart som beskrevs av Alexander 1945. Tipula pretiosa ingår i släktet Tipula och familjen storharkrankar.
Artens utbredningsområde är Peru. Inga underarter finns listade i Catalogue of Life.